# Jacob Garetson Vail
Jacob Garetson Vail, né dans l'Indiana en 1827 et décédé le 9 octobre 1884 à Leavenworth, au Kansas, est un général de brigade américain de l'armée de l'Union. Il est l'époux de Melinda Dance et le père de 5 enfants. Il termine sa carrière militaire avec le commandement de la célèbre brigade de Wilder, surnommée la « Lightning Brigade ». Il est inhumé au Mount Muncie Cemetery de Lansing, dans le comté de Leavenworth, au Kansas.

## Service dans la guerre civile
Vail s'est enrôlé dans le 17ème régiment d'infanterie des volontaires de l'Indiana le 13 juin 1861. Il est capitaine de la Compagnie H et prend part à la campagne de Virginie Ouest de 1861. Sous le commandement de John T. Wilder, le régiment atteint Shiloh, dans le Tennessee, le 8 avril 1862, au lendemain de la défaite des Confédérés. Le régiment participe au siège de Corinth au Mississippi, et reste cantonné dans le Tennessee et le Kentucky tout au long de 1862, prenant part à la bataille de Perryville en octobre. En février 1863, son régiment reçoit des chevaux et des Spencer, des fusils à répétition, en mai. C'est l'évolution de l'unité de Wilder en Lightning Brigade. La Brigade se distingue à la bataille de Hoover's Gap, dans le Tennessee, lors de la campagne de Tullahoma. Au cours de la campagne de Chickamauga, en Géorgie, la Brigade de Wilder combat âprement, bien que cette campagne soit mal préparée. Elle se mêle également à la bataille de Chattanooga, notamment la bataille de Missionary Ridge en novembre 1863. 
Vail se ré-engage au début de 1864 et traverse la Georgie pour la campagne d'Atlanta au cours de laquelle la Brigade participe à des escarmouches, coupe les lignes d'approvisionnement de l'ennemi et réalise des missions de reconnaissance. Vail est promu major en avril 1864. En novembre de la même année, Jacob Vail devient colonel et prend le commandant de l'unité pour la bataille de Selma, en Alabama, le 2 avril 1865. Vail est nommé général de brigade pour service long, loyal et courageux.

## Après la guerre
Après la guerre, Jacob Vail devient un fabricant de chariots et déménage à Leavenworth, au Kansas, où il décède le 9 octobre 1884

## Sources
- Historical Register and Dictionary of United States Army. Francis Bernard Heitman (2012)
- Civil War High Commands. David et John Eicher (2002), p° 669